# Potaro-Siparuni
Potaro-Siparuni (Regiunea 8) este o regiune a Guyanei Esequibane, un teritoriu în litigiu între Guyana și Venezuela, care se află în vestul țării. Aceasta acoperă o suprafață de 20.051 km². Se învecinează cu  regiunea Cuyuni-Mazaruni la nord, cu regiunile Upper Demerara-Berbice și East Berbice-Corentyne la est, cu regiunea Upper Takutu-Upper Essequibo la sud și cu Brazilia la vest.
Aici se află așezări precum Kangaruma, Orinduik, Potaro Landing, Mahdia, Saveretik și Tumatumari.

## Populație
Guvernul Guyanei a organizat trei recensăminte oficiale începând cu reformele administrative din 1980, în 1980, 1991 și 2002. În 2012, populația din Potaro-Siparuni a fost înregistrată ca fiind de 10.190 de locuitori. Înregistrările oficiale ale recensămintelor  pentru populația din regiunea Potaro-Siparuni sunt următoarele:
- 2012: 10.190
- 2002: 10.095
- 1991: 5.616
- 1980: 4.485